# 萬あきら
萬 あきら（ばん あきら、12月21日 - ）は、元宝塚歌劇団専科の男役。元星組副組長。
静岡県清水市（現：静岡市清水区）、親和女子学園出身。身長164cm。愛称は「ケイ」。

## 来歴
1968年、宝塚音楽学校入学。
1970年、同校を卒業後、宝塚歌劇団に56期生として入団。入団時の成績は14番。雪組公演「四季の踊り絵巻／ハロー!タカラヅカ」で初舞台。
1971年、組まわりを経て雪組に配属。
雪組時代は屈指のダンサーとして活躍し、1979年に星組へと組替え。
1986年8月1日付で星組副組長に就任。
1990年6月30日付で専科へ異動となる。
専科異動後は各組に特別出演を続け、長きに渡り舞台を支えてきたが、2010年2月7日、大空祐飛・野々すみ花トップコンビ大劇場お披露目となる宙組「カサブランカ」東京公演千秋楽をもって、宝塚歌劇団を退団。

## 宝塚歌劇団時代の主な舞台

### 初舞台
- 1970年3 - 4月、雪組『四季の踊り絵巻』『ハロー!タカラヅカ』（宝塚大劇場のみ）

### 雪組時代
- 1973年11月、『たけくらべ／ラブ・ラバー』新人公演：源七（本役：上條あきら）
- 1974年5月、『若獅子よ立髪を振れ／インスピレーション』 新人公演：沼間慎太郎（本役：岸香織）
- 1975年2月、『フィレンツェに燃える／ザ・スター』 （宝塚）新人公演：ロベルト（本役：上條あきら）、（東宝）新人公演：ヴィットリオ（本役：美里景）
- 1975年9月、『ザ・タカラヅカ』（ヨーロッパ公演）
- 1976年6月、『星影の人／Non, Non, No』 斉藤一、新人公演：山南敬助（本役：上條あきら）
- 1977年2月、『鶯歌春／マンハッタン・ラブ』 林曹明
- 1977年7月、『あかねさす紫の花／ザ・レビュー』 佐伯連子麻呂、新人公演：銀麻呂（本役：上條あきら）
- 1978年1月、『風と共に去りぬ』 北軍の中尉
- 1979年1月、『春風の招待／ハロー!ホリデー』 ジェラール
- 1979年5月、『春風の招待／ファンキー・ジャンプ』（全国ツアー） ジェラール

### 星組時代
- 1979年9月、『アンタレスの星／薔薇パニック』ジャン
- 1979年11月、『心中・恋の大和路』（バウ）伊勢屋
- 1980年3月、『恋の冒険者たち／フェスタ・フェスタ』 アントニオ
- 1980年5月、順みつきリサイタル『I LOVE MUSIC』（バウ）
- 1981年2月、『小さな花がひらいた／ラ・ビ・アン・ローズ』 巳之八
- 1981年4月、瀬戸内美八リサイタル『Sing, Sing, Sing』（バウ）
- 1981年5月、『美しい忍びの季節／ニュー・ファンシーゲーム』（全国ツアー）神戸の太郎
- 1981年8月、『海鳴りにもののふの詩が／クレッシェンド!』 カワヤンの男A
- 1981年1月、『ミル星人パピーの冒険／魅惑』 ピエール
- 1982年6月、『エーゲ海のブルース／ザ・ストーム』 レイモン
- 1983年1月、『こぶし咲く春／ラブ・コネクション』 大山弥三郎
- 1983年4月、『オルフェウスの窓 -イザーク編-』ザイデルホーファ
- 1983年5月、瀬戸内美八リサイタル『Sing, Sing, Sing 83』（バウ）
- 1983年11月、『アルジェの男／ザ・ストーム』（東宝） アンドレ
- 1984年1月、『祝いマンダラ／プラスワン』 ボルガ座の男S
- 1984年2月、『ラプソディ・イン・ブルー』（バウ） オスカー・ハミルトン
- 1984年4月、『春のおどり／プラスワン』（東宝） アルレッキーノ
- 1984年6月、『我が愛は山の彼方に／ラブ・エキスプレス』 竜淵
- 1984年9月、『回転木馬』（バウ） 星の番人
- 1985年2月、『哀しみのコルドバ／ルミエール』 セバスチャン伯爵
- 1985年8月、『西海に散れど／ザ・レビューⅢ』 緒方維義
- 1985年10月、『カール・ハインリッヒの青春』（バウ） デートレフ／オットー大公
- 1986年2月、『西海に散れど／ザ・レビューⅢ』（中日） 知盛
- 1986年3月、『レビュー交響曲』アンディ・ローマン
- 1986年9月、『華麗なるファンタジア／ブギ・ウギ・フォーリーズ』 ドン・フェルナンド
- 1987年1月、『紫子／ジュビリー・タイム!』 梅沢三太夫
- 1987年6月、『別離の肖像』 カーステン
- 1987年9月、『紫子／ジュビリー・タイム!』（全国ツアー） 梅沢三太夫
- 1988年2月、『炎のボレロ／Too Hot!』ドロレス伯爵
- 1988年8月、『戦争と平和』クトゥーゾフ将軍
- 1989年2月、『戦争と平和』（中日）クトゥーゾフ将軍
- 1989年4月、『春の踊り／ディガ・ディガ・ドゥ』 レッド・モード
- 1989年10月、『宝塚をどり賛歌／タカラヅカ・フォーエバー』（ニューヨーク）
- 1989年12月、『シチリアの風』（バウ） ドン・ルシオ
- 1990年3月、『ベルサイユのばら -フェルゼンとマリーアントワネット編-』（東宝） ジャルジェ将軍

### 専科時代
- 1990年5月、『メイフラワー』（星組） ダトリー・ヒギンズ
- 1991年3月、『ベルサイユのばら -オスカル編-』（月組） ブイエ将軍
- 1991年8月、『ディーン』（花組：バウ・東京特別） ニコラス・レイ
- 1992年2月、『ボンジュール・シャックスパー!』（月組：バウ） 序詞役
- 1992年10月、『忠臣蔵 -花に散り、雪に散り-』（雪組） 小野寺十内
- 1993年4月、『グランドホテル』（月組） ジゴロ
- 1994年1月、『風と共に去りぬ』（月組） ミード博士
- 1995年9月、『チャンピオン! -蘇る伝説-』（花組：バウ・東京特別） アンソロ・ガルシア
- 1996年8月、『虹のナターシャ』（雪組） 呉竹公弥
- 1997年10月、『白い朝』（花組：バウ・東京特別） 岡安喜兵衛
- 1998年4月、『ディーン』（星組：バウ・東京特別） ニコラス・レイ
- 1998年6月、『嵐が丘』（宙組：東京特別・名古屋特別）サムグリーン
- 1999年12月、『プロヴァンスの碧い空』（月組：ドラマシティ）アレキサンドル・モォヴァル
- 2000年3月、『聖者の横顔』（星組：バウ・東京特別）ジュリオ
- 2000年7月、『更に狂はじ』（月組：東京特別・バウ）世阿弥
- 2000年12月、『月夜歌聲 －ツキヨノウタゴエ－』（雪組：ドラマシティ・東京特別）范梅林
- 2001年2月、『猛き黄金の国 -士魂商才!岩崎彌太郎の青春-』（雪組）吉田東用
- 2001年8月、『凱旋門』（雪組：博多座）シュナイダー
- 2002年3月、『殉情』（雪組：ドラマシティ・東京特別）春松検校
- 2002年7月、『鳳凰伝 -カラフとトゥーランドット-』（宙組）中国皇帝
- 2002年8月、『専科エンカレッジ スペシャル』（バウホール）
- 2002年12月、『聖なる星の奇蹟』（宙組：ドラマシティ・東京特別）クラウス
- 2003年5月、『雨に唄えば』（星組：日生劇場）ロスコー・デクスター
- 2004年7月、『花のいそぎ』（星組：バウ・東京特別）清原夏野
- 2004年12月、『天の鼓 -夢幻とこそなりにけれ-』（花組：ドラマシティ・東京特別）井頭伊織
- 2005年3月、『マラケッシュ・紅の墓標』（花組）クロック長官
- 2005年11月、『落陽のパレルモ』（花組）マリオ・フランチェスコ・ディ・ドンブイユ公爵
- 2006年6月、『フェット・アンペリアル -帝国の祝祭-』（星組：バウ）クロード・ブランメル
- 2006年9月、『堕天使の涙』（雪組）ロベール・ド・ルブラン公爵
- 2007年2月、『ノン ノン シュガー』（雪組：バウ）キング・ビート
- 2007年4月、『NEVER SLEEP』（宙組：バウ）ジミー・ウォーカー
- 2007年8月、『MAHOROBA -遥か彼方 YAMATO-』（月組）
- 2007年9月、『専科 エンカレッジコンサート』（バウ）
- 2007年12月、『A-"R"ex -如何にして大王アレクサンダーは世界の覇者たる道を邁進するに至ったか-』（月組：ドラマシティ・東京特別）フィリッポス／ダリウス
- 2008年3月、『赤と黒』（星組：ドラマシティ・東京特別・名古屋特別）ラ・モール侯爵
- 2008年5月、『外伝ベルサイユのばら -ジェローデル編-』（雪組：全国ツアー）ジャルジェ
- 2008年11月、『夢の浮橋／Apasionado!!』（月組）光源氏
- 2009年3月、『二人の貴公子』（月組：バウ）テーセウス
- 2009年5月、『オグリ! - 小栗判官物語より-』（花組：バウ・東京特別）横山／閻魔大王
- 2009年8月、『大江山花伝／Apasionado!!Ⅱ』（宙組：博多座）千年杉
- 2009年9月、萬あきらディナーショー『MY LIFE』
- 2009年11月、『カサブランカ』（宙組）サム 退団公演[2]

## 受賞歴
- 1979年、『宝塚歌劇団年度賞』 - 1978年度秀逸賞[5]
- 2001年、『阪急すみれ会パンジー賞』 - 助演賞[6]